# Société d'économie mixte des transports en commun de l'agglomération nantaise
 (juillet 2020).
Si vous disposez d'ouvrages ou d'articles de référence ou si vous connaissez des sites web de qualité traitant du thème abordé ici, merci de compléter l'article en donnant les références utiles à sa vérifiabilité et en les liant à la section « Notes et références ».
La Société d'économie mixte des transports en commun de l'agglomération nantaise (SÉMITAN) est une entreprise à capitaux publics et privés qui exploite en grande partie le réseau de transports en commun de l'agglomération nantaise sous le nom commercial « Naolib », en délégation de service public pour le compte de Nantes Métropole. Elle exploite ainsi l'intégralité des lignes de tramway et de Busway, les lignes Chronobus et quelques lignes de bus. les autres lignes péri urbaines sont exploitées par des sous traitants : Transdev STAO, Keolis Atlantique, transports Brodu (FAST), et transports Querard(FAST).Outre cette activité, la Semitan est maitre d'ouvrage délégué pour le développement, la rénovation et la sécurisation des infrastructures, des bâtiments, des matériels roulants et des systèmes d'information. Enfin l'entreprise assure la coordination des mobilités sur le territoire métropolitain.

## Histoire
En 1975 est créé le Syndicat Intercommunal des Transports Publics de l'Agglomération Nantaise (SITPAN) qui donne naissance à la Société des Transports de l'Agglomération Nantaise (STAN). La gestion des transports collectifs s'étend au-delà de la ville de Nantes. En 1979, la STAN devient la Société d'économie mixte des transports en commun de l'agglomération nantaise (SEMITAN).
En 2014, la SEMITAN se dote de son propre logo entreprise afin de se dissocier du logo TAN représentant la marque commercial du réseau de transport de l'agglomération.
| nom                 | début | fin      | qualité                                                        |
| Jean Canevet        | 1979  | 1983     | Adjoint au Maire de Nantes                                     |
| Jean-Michel Jolivel | 1983  | 1989     | Adjoint au Maire de Nantes                                     |
| Alain Chénard       | 1989  | 2001     | Conseiller municipal, ancien Maire de Nantes de 1977 à 1983    |
| Albert Mahé         | 2001  | 2008     | Adjoint au Maire de Nantes                                     |
| Pascal Bolo         | 2008  | en cours | Adjoint au Maire de Nantes, Vice-Président de Nantes Métropole |
| ------------------- | ----- | -------- | -------------------------------------------------------------- |

## Présentation
Le conseil d'administration est présidé par Pascal Bolo, vice-président de Nantes Métropole et 1er adjoint au maire de Nantes.
Le siège social se trouve au 3 rue Bellier à Nantes dans le quartier Malakoff - Saint-Donatien.
La société compte 2 150 employés exerçant une cinquantaine de métiers différents dont 75 % d'entre eux sont assurés par le service exploitation.
|                                          | variation 2011-2012 | 2012    | variation 2013-2014 | 2014    | variation 2015-2016 | 2016    |
| salaires                                 | +5 %                | 83 038  | +5,5 %              | 95 238  | +5 %                | 83 038  |
| affrètement                              | +6 %                | 18 686  | +5,3 %              | 21 663  | +2,3 %              | 22 350  |
| traction                                 | +3,1 %              | 6 110   | -1 %                | 6 703   | -18,3 %             | 5 427   |
| maintenance                              | +5,5 %              | 10 291  | -0,953              | 10 183  | +0,472M€            | 7 809   |
| maintenance infrastructures et bâtiments | -5,9 %              | 6 427   | +10 %               | 7 743   | +16,7 %             | 9 234   |
| commerciales                             | -1 %                | 2 203   | -12,5 %             | 2 277   | +2,4 %              | 2404    |
| administratives                          | -9,9 %              | 6 020   | -4,1 %              | 5 560   | +15,5 %             | 6 915   |
| fiscales                                 | +4 %                | 6 844   | +0,624              | 7 786   | =                   | 7 914   |
| Charges                                  |                     | 143 495 | +4 %                | 155 767 | +2,2 %              | 159 923 |
| trafic payant                            | +6,8 %              | 50 158  | +4 %                | 56 220  | +7,9 %              | 64 021  |
| autres                                   |                     | 2 905   |                     | 3 955   |                     | 3 236   |
| contribution métropole                   | - 2                 | 90 654  | + 3                 | 93 229  | -4,5                | 91 671  |
| Produits                                 |                     | 143 717 |                     | 153 404 |                     | 158 928 |
| Résultat DSP                             |                     | 0,221   |                     | 2,362   |                     | -0,995  |

## Le réseau Naolib

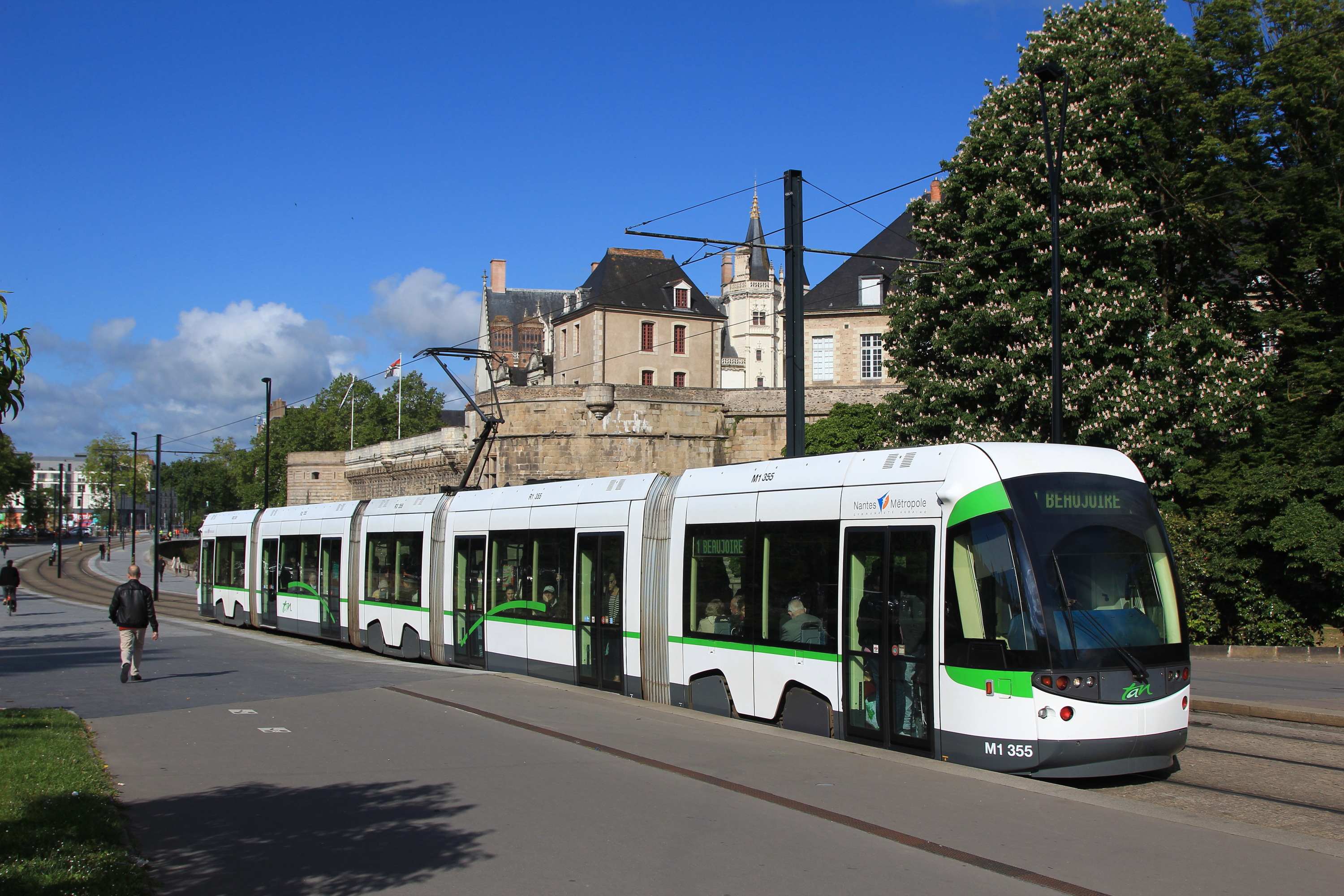
Rame de tramway Incentro sur la ligne 1.

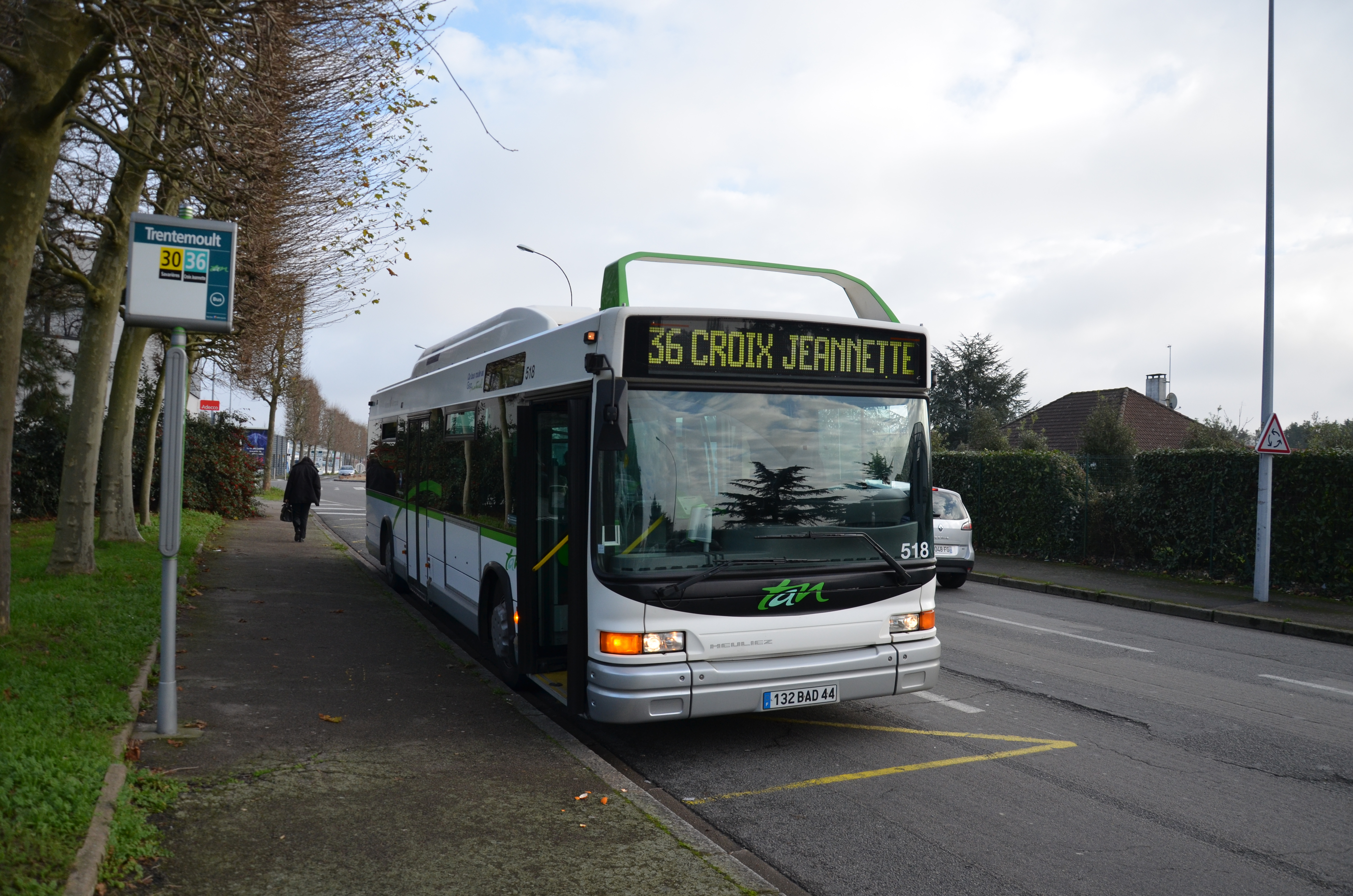
Heuliez GX 317 sur la ligne 36 à l'arrêt Trentemoult.

La Semitan est chargée de la gestion du réseau Naolib qui dessert l'ensemble de l'agglomération nantaise. Elle exploite également les lignes armatures de ce réseau ainsi que quelques lignes de bus.
La Semitan exploite :
- 3 lignes de tramway ;
- 2 lignes de Busway ;
- 8 lignes Chronobus ;
- 43 lignes régulières ;
- 1 navette vers l'aéroport ;
- 1 navette évènementielle ;
- 1 service de transport à la demande et 3 services de TàD spécifiques à 3 communes de l'agglomération (dont certaines courses sont sous-traitées) ;
- 4 lignes nocturnes ;
- des lignes et renforts scolaires.

Certaines lignes de bus du réseau sont sous-traitées à d'autres exploitants : Transdev STAO PL 44, Keolis Atlantique, Transports Brodu et Voyages Quérard (Groupe FAST) et Voyages Lefort.
Les lignes de Navibus sont quant à elles exploitées par des entreprises privées spécialisées dans la navigation, dans le cadre d'une convention d'affrètement avec la Semitan : Marine & Loire Croisières (filière fluviale du groupe Kersea) pour les lignes sur la Loire, et Bateaux Nantais pour les lignes sur l'Erdre.